# Alfaya
Alfaya era o grupo que em meados do século XVIII favoreceu os sucessores clericais de Karamoko Alfa no Imamato de Futa Jalom, parte da atual Guiné.
Eles fizeram sua base no centro religioso do Fugumba. Eles disputavam com o grupo militar, o Soriya, que apoiou os sucessores do líder Ibrahim Sori. A rivalidade entre os dois grupos continuou no século XX.